# Cansignorio della Scala

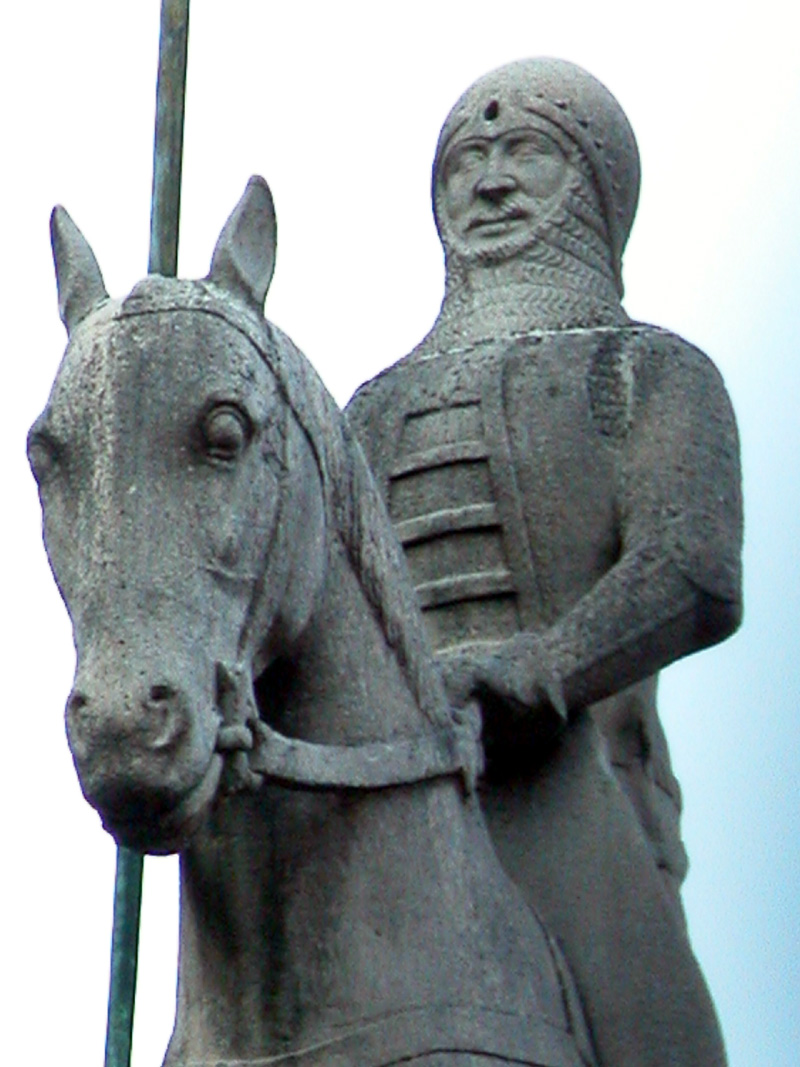
Reiterstandbild von Cansignorio auf seinem Grabmonument

Cansignorio della Scala, getauft als Canfrancesco della Scala (* 5. März 1340; † 18. Oktober 1375 in Verona), war Herr von Verona und Vicenza. Er war der siebte Herrscher aus der Signoria der Scaliger und regierte von 1359 bis 1365 mit seinem jüngeren Bruder Paolo Alboino und anschließend bis zu seinem Tode alleine. Seine Regentschaft war durch den Mord an seinem älteren Bruder Cangrande II. am Beginn seiner Regierungszeit und durch die von ihm befohlene Hinrichtung seines jüngeren Bruders kurz vor seinem Tode gekennzeichnet.

## Leben
Cansignorio war der zweitgeborene Sohn von Mastino II. della Scala und seiner Gattin Taddea da Carrara. Er wurde erstmals 1351 nach dem Tod seines Vaters urkundlich erwähnt, als ihm zusammen mit seinen beiden Brüdern das Arbitrium, die uneingeschränkte Autorität über die Statuten, anvertraut wurde.
In den folgenden Jahren stand Cansignorio im Schatten seines älteren Bruders Cangrande II., der de facto die Macht ausübte. Notizen über ihn finden sich im Zusammenhang mit dem Umsturzversuch durch Fregnano della Scala im Februar 1354, als er seinen Bruder auf der Reise nach Bozen begleitete und die Abwesenheit Cangrande II. in Verona von ihrem Halbbruder zum Putsch genutzt wurde. In den folgenden Jahren verschlechterte sich das Verhältnis zu Cangrande II. zusehends, vermutlich weil sein Bruder seine Nachfolge zuungunsten seiner Brüder regeln wollte und stattdessen seine unehelichen Kinder begünstigte. Am 14. Dezember 1359 war es schließlich Cansignorio, der seinen Bruder auf offener Straße auflauerte und erstach.
Nach dem Mord flüchtete Cansignorio nach Padua und kehrte zwei Tage später im Schutz der Truppen des Carraresi nach Verona zurück, um am 17. Dezember 1359 zusammen mit seinem Bruder Paolo Alboino das Arbitrium zu erhalten. Die Übergabe erfolgte dabei zum ersten Mal in der Dynastiegeschichte der Scaliger auf Grundlage der Erbfolge.
Außenpolitisch war Cansignorio zunächst darauf bedacht die guten Beziehungen zu seinem Schwager Bernabò Visconti zu wahren. Der Visconti war seit 1350 mit seiner Schwester, Beatrice della Scala, verheiratet. In der Auseinandersetzung des Mailänders mit dem Kardinal Gil Álvarez Carrillo de Albornoz um die Vorherrschaft in Bologna unterstützte er den Visconti. Mit der Heirat seiner Schwester Verde della Scala mit Niccolò II. d’Este im Februar 1362 wechselte er vorübergehend die Seiten und schloss sich dem im April 1362 in Ferrara geschlossenen Bündnis gegen Mailand an. In dieser Zeit gelang es ihm den Visconti aus Peschiera zu verdrängen. Der Versuch ihm auch Brescia streitig zu machen, scheiterte allerdings. Als Cansignorio im Juni 1363 Agnes von Durazzo aus dem Haus Anjou heiratete, hatte sich das Verhältnis zu seinem Schwager wieder beruhigt und spätestens mit dem Frieden von Bologna im März 1364 stand er erneut an der Seite des Mailänders. Fortan agierte Cansignorio außenpolitisch zurückhaltend und vorsichtig, woran auch seine stets labile Gesundheit Schuld war.

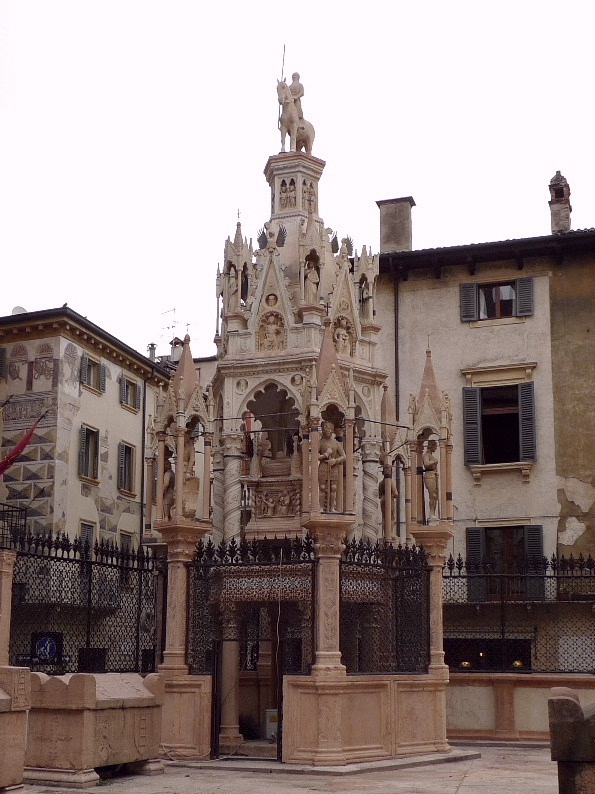
Sein zu Lebzeiten in Auftrag gegebenes Grabmal

1365 schaltete er seinen in der Signoria gleichberechtigten, aber wegen seines jungen Alters bislang nur am Rande aufgetretenen Bruder Paolo Alboino aus. Der Verschwörung bezichtigt, ließ er ihn in das Verlies der Burg von Peschiera stecken. Dabei nutzte er die Gelegenheit und beseitigte zugleich vermeintliche Mitverschwörer. Die Säuberungswelle, mit der er Oppositionelle aus dem Weg räumte, zog sich ein Jahr lang hin.
Im Streit zwischen Rudolf IV. und Francesco da Carrara um die weltliche Vorherrschaft im Patriarchat von Aquileia trat Cansignorio nicht in Erscheinung. Erst 1367 machte er außerhalb seines Herrschaftsbereiches wieder auf sich aufmerksam, als eine von ihm angezettelte und gegen Luigi II. Gonzaga gerichtete Verschwörung aufgedeckt wurde. Mit dem Scheitern näherte sich Cansignorio wieder Bernabò Visconto an, der wegen seiner Expansionspolitik ebenfalls im Streit mit den Gonzaga aus Mantua lag. Letztere hatten sich 1367 in Viterbo gegen den Mailänder mit Florenz, dem Papst, den Este und dem Kaiser Karl IV. verbündet. Ein anfänglich erfolgreicher Feldzug der beiden gegen Mantua endete nach dem Einschreiten Kaiser Karls IV., dessen Heer im Juli 1368 bis vor die Tore Veronas gelangte, ergebnislos. Trotz allem bestätigte der Kaiser ihn als Reichsvikar, woraufhin Cansignorio dessen Romzug finanziell unterstützte.
In der Folge verhielt er sich neutral. Auch im 1372 ausgebrochenen Krieg zwischen Padua, das vom ungarischen König Ludwig I. unterstützt wurde, und Venedig ergriff Cansignorio trotz verlockender Versprechungen für niemanden Partei. Varanini erkennt darin eine realistische Einschätzung der Stärke des Scaliger-Staates, auch wenn ihm seine Politik in der Vergangenheit als Schwäche ausgelegt wurde.
Innenpolitisch zeigte er sich sehr effizient, zentralisierte und straffte die Verwaltung. Auch wenn er seine Gegner rücksichtslos verfolgte, seinem Hof misstraute, sorgte er sich doch um die Bevölkerung und half in Krisenzeiten den Armen. Zugleich sorgte seine Steuerpolitik, mit der er seine rege Bautätigkeit finanzierte, für Unmut.
1364 Jahr erweiterte er den von Alberto I. errichteten Scaligerpalast neben der Kirche Santa Maria Antica, der fortan seinen Namen tragen sollte. Ausschmücken ließ er den Repräsentationsbau durch den Veroneser Malers Altichiero da Zevio. Der Bau war einer seiner zahlreichen, kostspieligen Bauprojekte, die seine Regierungszeit prägten. Cansignorio schmückte sich damit, Verona in eine marmorrea urbs (lateinisch Stadt aus Marmor) verwandelt zu haben. Zu seinen erwähnenswerten Bauvorhaben gehörte unter anderem der Bau einer Wasserleitung, mit der er die Versorgung mit Trinkwasser in der Stadt wesentlich verbesserte und mit der er unter anderem den ebenfalls von ihm in Auftrag gegebenen Brunnen mit der Madonnenfigur auf der Piazza delle Erbe speiste. Des Weiteren wurden unter seiner Regierung der Torre del Gardello (1370) mit der ersten Glockenuhr Veronas errichtet, die Brücke über die Etsch Ponte Navi (1373) sowie sein von Bonino da Campione errichtetes Grabmal bei den Scaliger-Grabmälern erbaut. Er war aber auch über Verona hinaus als Bauherr unter anderem in Vicenza, Soave, Marostica und Riva del Garda tätig.
Seine Regierungszeit endete nach dem Mord an Cangrande II. zu Beginn seiner Regentschaft erneut mit einem Brudermord. Bereits im Angesichts seines Todes ließ er seinen seit 1365 im Verlies schmachtenden jüngeren Bruder Paolo Alboino in einem Schnellverfahren wegen Verschwörung zum Tode verurteilen und zwischen dem 17. und 18. Oktober 1375 hinrichten. Mit dem Tod seines Bruders löste er auch die Frage seiner Nachfolge zugunsten seiner beiden außerehelichen Söhne Antonio und Bartolomeo, da sein Ehe mit Agnese von Durazzo kinderlos geblieben war.